# Foréze

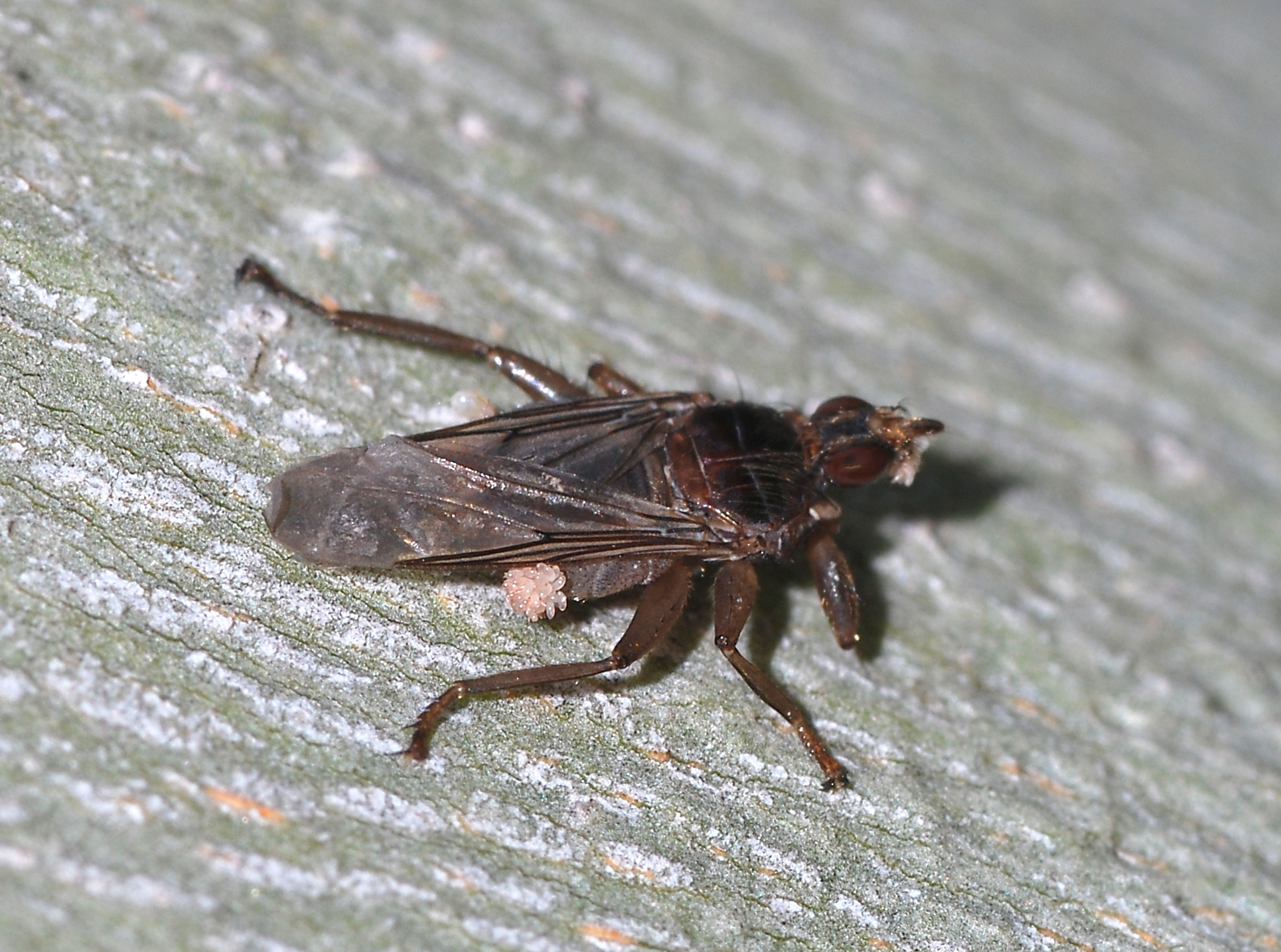

Foréze je transport organismu pomocí hostitele (jiného organismu), který forontovi slouží jako dopravní prostředek.

## Úvod
Foront (ten, co se nechá vozit) se většinou snaží přemístit do vhodnější lokality, než na jaké je teď, např. kvůli potravě. Někdy ale zůstává s hostitelem trvale a využívá stejné zdroje potravy (krade mu ji), pak se jedná o kleptoparazitismus. Existuje předpoklad, že foréze je předstupněm obligátního (úplného) parazitismu, tedy že se z foréze vyvinul pevný vztah parazit – hostitel. Foront bývá obvykle menší než přepravitel a přichycuje se na něj pomocí různých orgánů – drápů, chelicer, přísavek atd. Forézi najdeme často u členovců.

## Foréze uhlístic(Nematoda)
Heterakis gallinarum je běžný parazit patřící do nadčeledi Heterakoidea, což jsou střevní paraziti teplokrevných obratlovců, plazů a obojživelníků. Jeho vajíčka nebo larvy se nechávají přenášet žížalami. Další zástupce ze stejné nadčeledi je Ascaridia galli, který používá k forézi kroužkovce.
Hlístice z řádu Rhabditida si pro přenos vytvoří speciální larvální stadium – „dauer larvu“. Tyto hlístice žijí v hromádkách trusu na pastvinách, což je bohatý životní prostor i pro mnoho dalších druhů živočichů. Trus je ale jen dočasný habitat, po nějaké době začne vysychat a rozpadat se, což pro většinu organismů není problém – prostě se jen přemístí do jiné hromádky. Pro hlístice ovšem ztráta habitatu spojená s nutností migrace problémem je. Vytvoří tedy speciální (vyschnutí odolné) stadium – „dauer larvu“. Jedná se o 3. larvální stadium, které si ale ponechá kutikulu z 2. larválního stadia, zastaví svůj vývoj a je tak schopno přežít nepříznivé podmínky. Tato larva reaguje na stimuly z okolí a tak, když se ocitne v blízkosti brouka Aphodius fimentarius (který také žije v hnoji), přichytí se na něj a je transportována do čerstvé hromádky hnoje.

## Foréze uhmyzu(Insecta)
Všenky ze skupiny „Mallophaga“ jsou úzce vázány na svého hostitele. K přenosu z hostitele na hostitele tedy využívají buď tělesný kontakt, nebo forézi pomocí létajícího hmyzu (př. klošů nebo much).
Vši jsou sekundárně bezkřídlý hmyz z řádu Anoplura. Jsou to ektoparasité všechna stadia vší sají krev, a proto jsou vázána na své hostitele. K přenosu může dojít buď přímým kontaktem, nebo forézí. Sturnidoecus strurni je specifická veš špačků a k přenosu využívá hmyz z čeledi Hippoboscidae (klošovití). Když špaček zemře, stane se kloš pro veš buď více atraktivní, nebo méně repelentní a vši se na ní přichytí. Kloš také hledá nového hostitele a tak přenese veš s sebou. Existuje ale riziko, že si kloš najde nového hostitele jiného druhu než špačka, protože není tak hostitelsky specifická. Nicméně špačci jsou společenští ptáci žijící v hejnech, a tak je zde velká šance, že si kloš vybere nového špačka.
Hmyz je často přitahován hnízdy a norami ptáků a savců a to z několika důvodů. Nalézají tam vlhké a teplé prostředí, které může být (obzvláště v semiaridních a aridních oblastech) podmínkou jejich přežití. Dále jim tento habitat poskytuje vydatný příjem potravy, čehož využívají i pisivky (řád Psocoptera). Tento drobný hmyz využívá k přenosu po hnízdě foretickou asociaci s ptáky a savci – zavěšuje se na jejich peří nebo srst a nechává se přemisťovat. Může pak i dojít ke spojení foréze a krmení se na svých hostitelích.

## Foréze u roztočů (Acarina)
Roztoči jsou velmi početní bezobratlí patřící do třídy Chelicerata – klepítkatci. Hrají důležitou roli hlavně v půdních ekosystémech, ale jsou to i dravci, fytofágové a parazité.

### Roztoči a sociální včely (čmeláci)
Roztoče můžeme najít na včelích nebo čmeláčích královnách, které zakládají novou kolonii. Po jejím založení vystoupí z královny a živí se pylem a další dostupnou potravou. Např. nymfy Parasitellus fucorum byly nalezeny na královnách druhu Bombus terrestris nebo B. lapidarius. Roztoči jsou také velmi častí u tropických druhů včel.

### Roztoči a mravenci
V porovnání se včelami není vztah roztočů a mravenců tak dobře prozkoumán. V mnoha případech je čistě foretický, někteří roztoči jsou sociálně parazitičtí – dožadují se od svých hostitelů potravy. Někdy je ale vztah i klasicky parazitický, např. Cilibano comato žije na mravencích a saje jejich hemolymfu.

### Výběr přepravce
Mnoho roztočů využívá k přemisťování forézi, jsou tedy závislí na svých vektorech a musí na ně spoléhat. Avšak volba přepravce není pasivní, mnoho foretických stadií roztočů je schopno si svého dopravce vybrat. Roztoči jsou tedy nejspíše vybaveni senzorickými orgány uzpůsobenými k identifikaci vhodného hostitele.
K přenosu do nového hnízda je nejvýhodnější vybrat si novou královnu (u té má roztoč jistotu, že do hnízda doletí, na rozdíl od doprovodných dělnic). Samci jsou vhodní k forézi na královnu, ale jen během páření, proto jsou obecně považování za nevhodné přenašeče. Některé studie ukazují, že většina roztočů nediskriminuje samce ani samice a používá k forézi obě pohlaví stejnou mírou, avšak u samců jsou roztoči často nalézáni v genitáliích, takže při páření může dojít k přenosu na samici.